# New Life (filme)
New Life (bra: Uma Razão para Recomeçar; prt: Uma Nova Vida) é um filme de drama romântico estadunidense de 2016, dirigido por Drew Waters e estrelado por Jonathan Patrick Moore, Erin Bethea, James Marsters, Bill Cobbs, Irma P. Hall e Terry O'Quinn. É a estreia de Waters na direção.

## Elenco
- Jonathan Patrick Moore
- Erin Bethea
- James Marsters
- Bill Cobbs
- Irma P. Hall
- Terry O'Quinn
- Barry Corbin

## Lançamento
O filme foi lançado nos cinemas em 28 de outubro de 2016. Em seguida, foi lançado em DVD e plataformas digitais em março de 2017.

## Recepção
O filme tem uma classificação de 29% no Rotten Tomatoes. S. Jhoanna Robledo da Common Sense Media concedeu ao filme duas estrelas em cinco.